# Área metropolitana de Columbus (Ohio)
El área metropolitana de Columbus, Metro Columbus o área estadística metropolitana de Columbus, OH MSA, como la denomina oficialmente la Oficina de Administración y Presupuesto, es un área estadística metropolitana centrada en la ciudad de Columbus, capital del estado estadounidense Ohio. Tiene una población de 1.836.536 habitantes según el censo de 2010, convirtiéndola en la 32.º área metropolitana más poblada de los Estados Unidos.

## Composición
Los 8 condados del estado de Ohio que componen el área metropolitana, junto con su población según los resultados del censo 2010:
- Delaware – 174.214 habitantes
- Fairfield – 146.156 habitantes
- Franklin – 1.163.414 habitantes
- Licking – 166.492 habitantes
- Madison – 43.435 habitantes
- Morrow – 34.827 habitantes
- Pickaway – 55.698 habitantes
- Union – 52.300 habitantes

## Área estadística metropolitana combinada
El área metropolitana de Columbus es parte del área estadística metropolitana combinada de Columbus-Marion-Chillicothe, OH CSA junto con:
- El área estadística micropolitana de Chillicothe, OH µSA, que abarca el condado de Ross;
- El área estadística micropolitana de Marion, OH µSA, que abarca el condado de Marion;
- El área estadística micropolitana de Mount Vernon, OH µSA, que abarca el condado de Knox; y
- El área estadística micropolitana de Washington Court House, OH µSA, que abarca el condado de Fayette;

totalizando 2.071.052 habitantes en un área de 13.477 km².

## Principales comunidades del área metropolitana
Ciudad principal o núcleo
- Columbus

Otras ciudades importantes
- Delaware
- Powell
- Westerville